# Agrostis petriei
Agrostis petriei é uma espécie de gramínea do gênero Agrostis, pertencente à família Poaceae.